# Hejira (Lied)

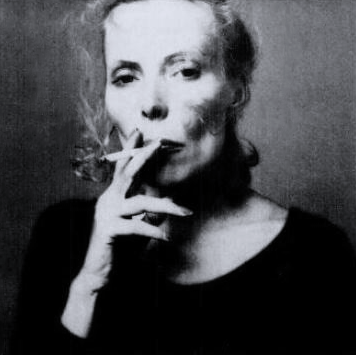
Joni Mitchell (1975)

Hejira ist ein Song von Joni Mitchell, der 1976 als Titelsong auf ihrem Album Hejira erschien.

## Text
Der Titel bezieht sich auf die islamische Hidschra, die Reise Mohammeds, in der Bedeutung einer Wandlung. Die meisten Lieder wurden von Mitchell auf einer Reise quer durch die USA geschrieben. Kurz zuvor hatte ihre Beziehung mit dem Schlagzeuger John Guerin geendet.
Der Song hat keinen Refrain, sondern drei lange 16-zeilige Strophen und eine kurze vierzeilige, welche die Anfangszeilen variiert.
Hejira handelt vom Reisen und dem Beziehungsende mit Guerin:

„Ich bin durchdrungen von Reisefieber

Aber du weißt, ich bin so froh, allein zu sein.

Doch die kleinste Berührung eines Fremden

Kann meinen Körper erzittern lassen.“

Diese Zeilen sind ein Zitat von Albert Camus aus seinem Tagebuch Notebooks, 1935-1942.
Sie betrachtet die Unergründlichkeit der Menschen:

„Ich weiß, niemand wird mir alles zeigen,

Wir alle kommen und gehen unbekannt.

Jeder so tief und oberflächlich,

Zwischen Geburtszange und dem Stein.“

In der dritten Strophe denkt sie über Ewigkeit, ihr Leben, Hoffnung und Ernüchterung nach:

„Ich sah die Granitsteine

Diese Hommage an die Endgültigkeit, an die Ewigkeit.

Und dann sah ich mich hier an,

Und scharre wie ein Huhn nach meiner Unsterblichkeit.

In der Kirche zünden sie die Kerzen an,

Und das Wachs läuft herab wie Tränen.

Da ist die Hoffnung und die Hoffnungslosigkeit

Die ich dreißig Jahre miterlebt habe.

Wir sind nur Partikel der Veränderung, ich weiß,
  
Die um die Sonne rotieren.
 
Aber wie kann ich diesen Blickwinkel haben,

Wenn ich immer an jemanden gebunden bin.“

## Musik
Der Autor P.A. Kane schrieb 2018:

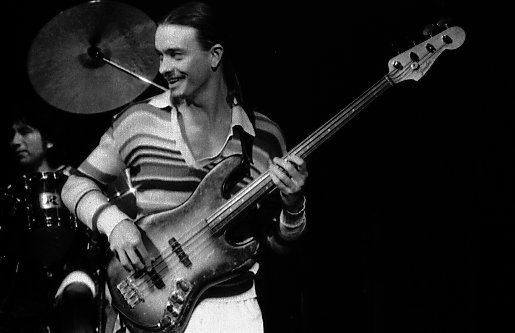
Jaco Pastorius mit Fretless Bass

„In ihrem einzigartigen Fingerpicking-Stil pflückt Joni sich durch ihre "seltsamen Akkorde" und schafft so ein unverwechselbares Gefühl der Unruhe. Jaco Pastorius malt zwischen den Zeilen, wobei sein Fretless Bass das Thema wesentlich erweitert. Jonis Stimme ist stark und selbstbewusst mit einem Hauch von Frustration und einem wachsenden Gefühl der Gleichgültigkeit. Insgesamt ist es ein hypnotisches Kunstwerk. Wie die Offenbarung von Blue beschreibt Joni über diesem unruhigen Musikbett ihren Wandel. Älter, etwas müde und unter Kontrolle einiger hart erkämpfter Wahrheiten ist diese poetische Rezitation mit 337 Wörtern schattiger und philosophischer als die exponierte Nerven im Album Blue.“